# Storebro Stridsbåt 90E

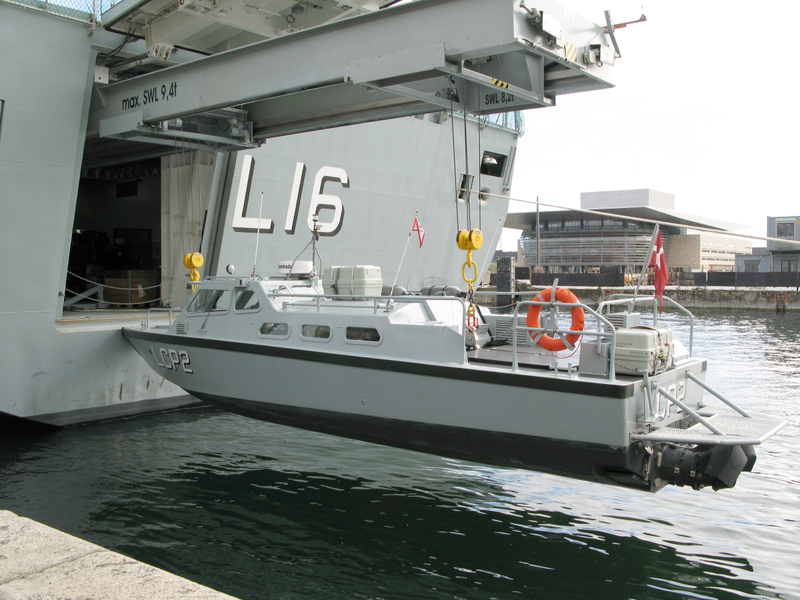
Danska LCP2 lastas in i moderfartyget.

Storebro Stridsbåt 90E är en 11,9 meter lång grundgående båt med plastskrov och vattenjet, som utvecklades av Försvarets materielverk och Storebro Bruks AB som Stridsbåt 90E. 

## Beskrivning
Stridsbåt 90E är mindre och lättare än aluminiumskrovbåten Stridsbåt 90H. Medan den större stridsbåten har två  motorer och är dimensionerad för 18 fullt utrustade soldater (en halvpluton, därav "H"), har 90E enbart en motor, Skillnaden på 25 hk är inte nämnvärd, och dimensionerades i första hand för att transportera fyra patienter på bårar och två sjukvårdare. "E" står för "Enkel". Med sitt plastskrov har dock 90E några knop högre fart, även om en hög hastighet kan vara svår att upprätthålla i sjö med stor våghöjd.

## Användning av Försvarsmakten
Försvarsmakten i Sverige inköpte ungefär 52 exemplar av Stridsbåt 90E till dåvarande kustartilleriets kustjägarförband, idag Amfibieregementet. Numera används enbart ungefär fem.

## Övrig användning
Kustbevakningen har tre Stridsbåt 90E som övervakningsbåtar. Sjöräddningssällskapet har från 2000 och framåt satt in 16 exemplar, som har lånats ut av Försvarsmakten. Sjövärnskåren har fått tre Stridsbåt 90E till sin verksamhet och Veteranflottiljen har en Stridsbåt 90, nr 127, i sin flotta. Det finns också enstaka i privat ägande.

### Båtar som är eller varit i tjänst inom Sjöräddningssällskapet
- 90-106 Rescue Hjälmaren, Räddningsstation Hjälmaren
- 90-109 Rescue Ragnhild, Räddningsstation Södertälje
- 90-110 Skellefteå, Räddningsstation Skellefteå, numera Rescue Juelsminde i Juelsminde i Danmark
- 90-113 Rescue Arizona, Räddningsstation Söderhamn
- 90-116 Rescue HälsinglandsSparbank, tidigare Rescue Evert Taube, Rescue Skandia Future, Räddningsstation Hudiksvall
- 90-123 Rescue Sparbanken Nord, tidigare Räddningsstation Piteå
- 90-129 Rescue Birgit, tidigare Räddningsstation Lomma
- 90-130 Rescue Östgöta, tidigare Räddningsstation Arkösund och som Rescue Oknö på Räddningsstation Mönsterås
- 90-136 Rescue Luleå Energi, Räddningsstation Luleå
- 90-137
- 90-138 Rescue Sune, Räddningsstation Hammarö
- 90-139 Rescue Kalmarsund, tidigare Räddningsstation Kalmar
- 90-141 Rescue Österskär, tidigare Räddningsstation Stockholm
- 90-151 Rescue Värmdö, tidigare Räddningsstation Möja
- 90-152 Rescue Ekerö, tidigare Räddningsstation Munsö/Ekerö

### Båtar som är utlånade till Kustbevakningen

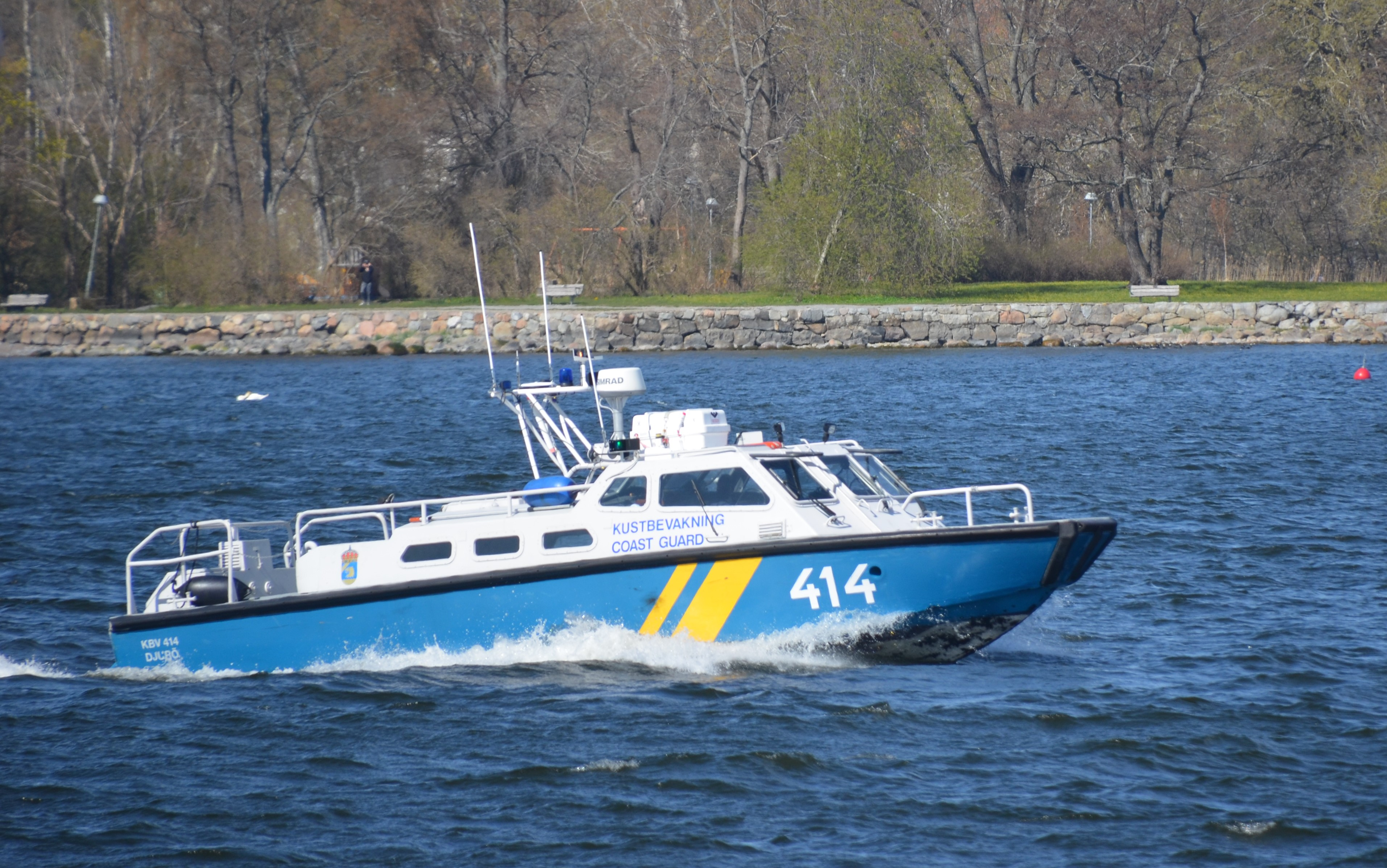
KBV 414

- KBV 410 Kuststation Södertälje
- KBV 412 Kuststation Gryt
- KBV 413 Kuststation Örnsköldsvik
- KBV 414 Kuststation Djurö

## Användning utanför Sverige
Danska marinen har köpt sex fartyg, varav fyra används som ombordburna landningsbåtar (Landing Craft Personnel vessels, LCP vessels) på danska flottans två största stridsfartyg HDMS Absalon och HDMS Esbern Snare, och två används som ombordburna räddningsbåtar (SAR vessels) på danska marinens nästa största örlogsfartyg HDMS Knud Rasmussen och HDMS Ejnar Mikkelsen; de senare två har isförstärkt skrov och starkare motorer än de som levererats till den svenska försvarsmakten.

## Bildgalleri

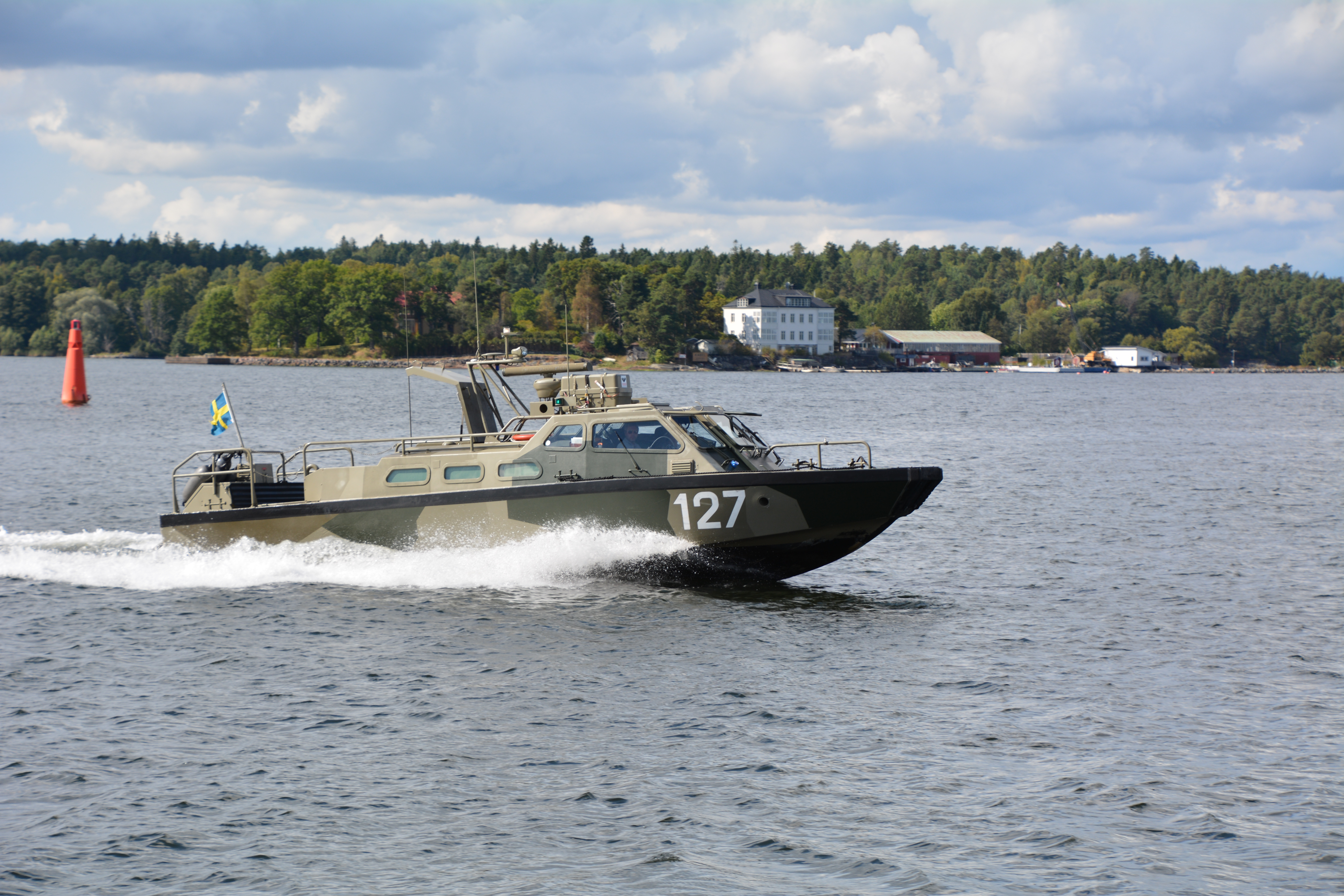
Stridsbåt 90E nr 127 som numera ingår i Veteranflottiljen på Gålö.